# CYMA
CYMA SA je švýcarský výrobce luxusních náramkových hodinek, který založili bratři Joseph a Theodore Schwobové v roce 1862. Do roku 1908 Cyma propagovala odolnost svých automatických hodinek, když byly vystaveny elektřině, magnetismu a měnícím se teplotám. Společnost je v současné době ve vlastnictví Stelux International, Ltd., holdingové společnosti se sídlem v Hongkongu, která investuje primárně do kvalitních šperků a hodinek, a je pod dohledem  Fédération de L'industrie Horlogère Suisse, Universal Genève.

## Historie
Bratři Schwobovi pojmenovali společnost CYMA, latinské slovo cyma znamená „klíčit“ a původ francouzského „cime“ nebo summitu. V raných letech měla společnost 40 zaměstnanců a 55 strojů, kteří společně produkovaly asi 40 náramkových hodinek denně. Avšak až v roce 1892 se bratři spojili s Frédéricem Henriem Sandozem, majitelem hodinářské velkoobchodní společnosti Henri Sandoz et Cie, aby obchod rozšířili. Pod vedením Sandoze se společnost stala společností Cyma Watch Company a postavila továrnu Cyma v La Chaux-de-Fonds ve Švýcarsku v pohoří Jura nedaleko Le Locle. Denní produkce se zvýšila na 150 kusů. Během 19. století byla obě města centrem švýcarského hodinářského průmyslu. Společnost se v současné době nachází v Le Locle a provinciálně ji spravují Claude a Françoise Guilgot. Dne 9. září 2010 uspořádaly Cyma SA a E-Watch v Yverdonu akci, jejímž cílem bylo uvedení jejich nové kolekce značky Myriad.

## Ceny
Hodinky Cyma z padesátých let se prodávaly mezi přibližně za 400 až 25 000 USD (údaje upravené na inflaci v roce 2010)